# Багата криниця (Ростов-на-Дону)

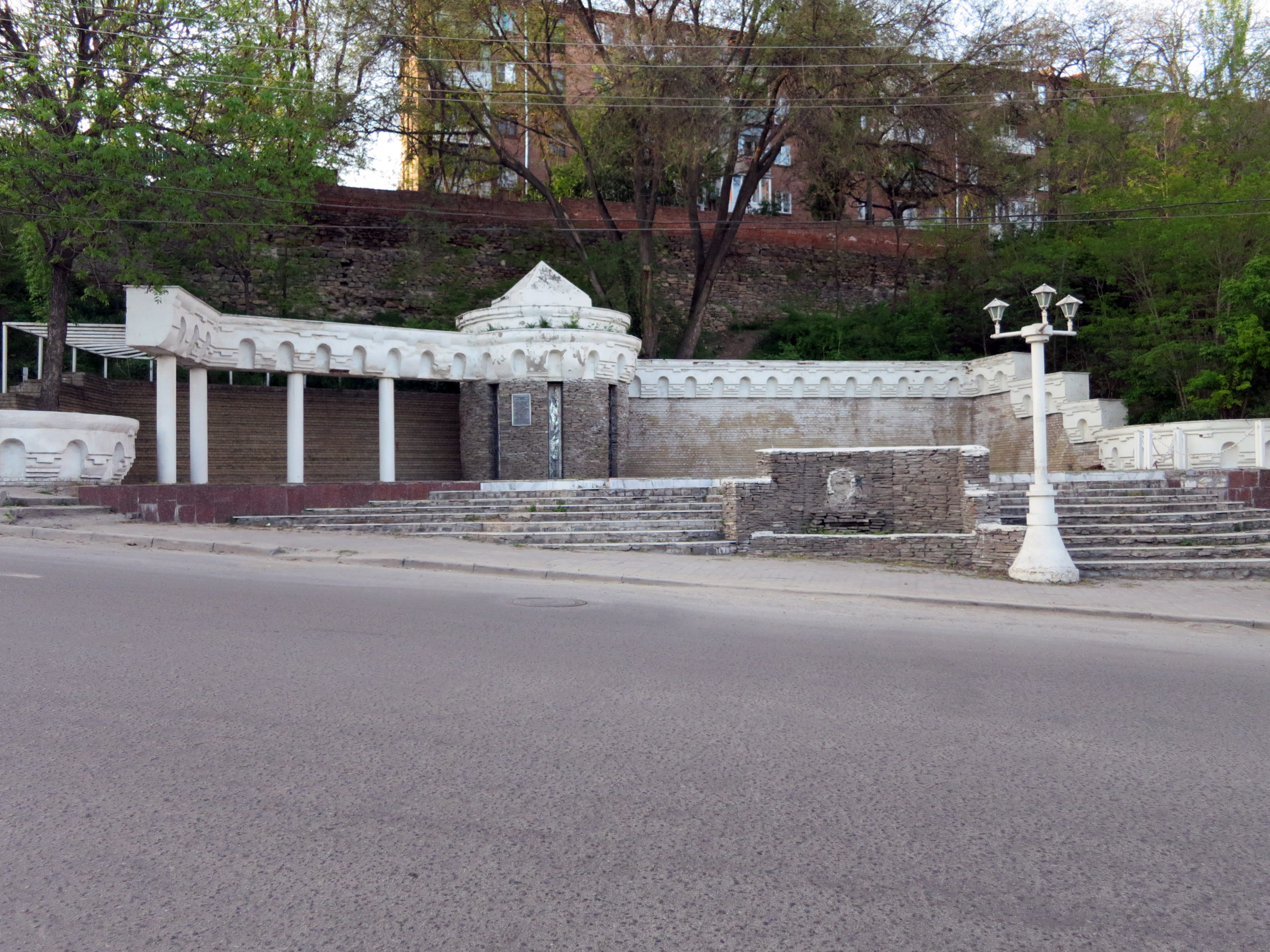
Багате джерело - 1-е джерело води фортеці

Багата криниця (рос. Богатый колодец) — пам'ятка історії та природи в місті Ростов-на-Дону, між вулицями Сєдова та Берегова.

## Історія і опис

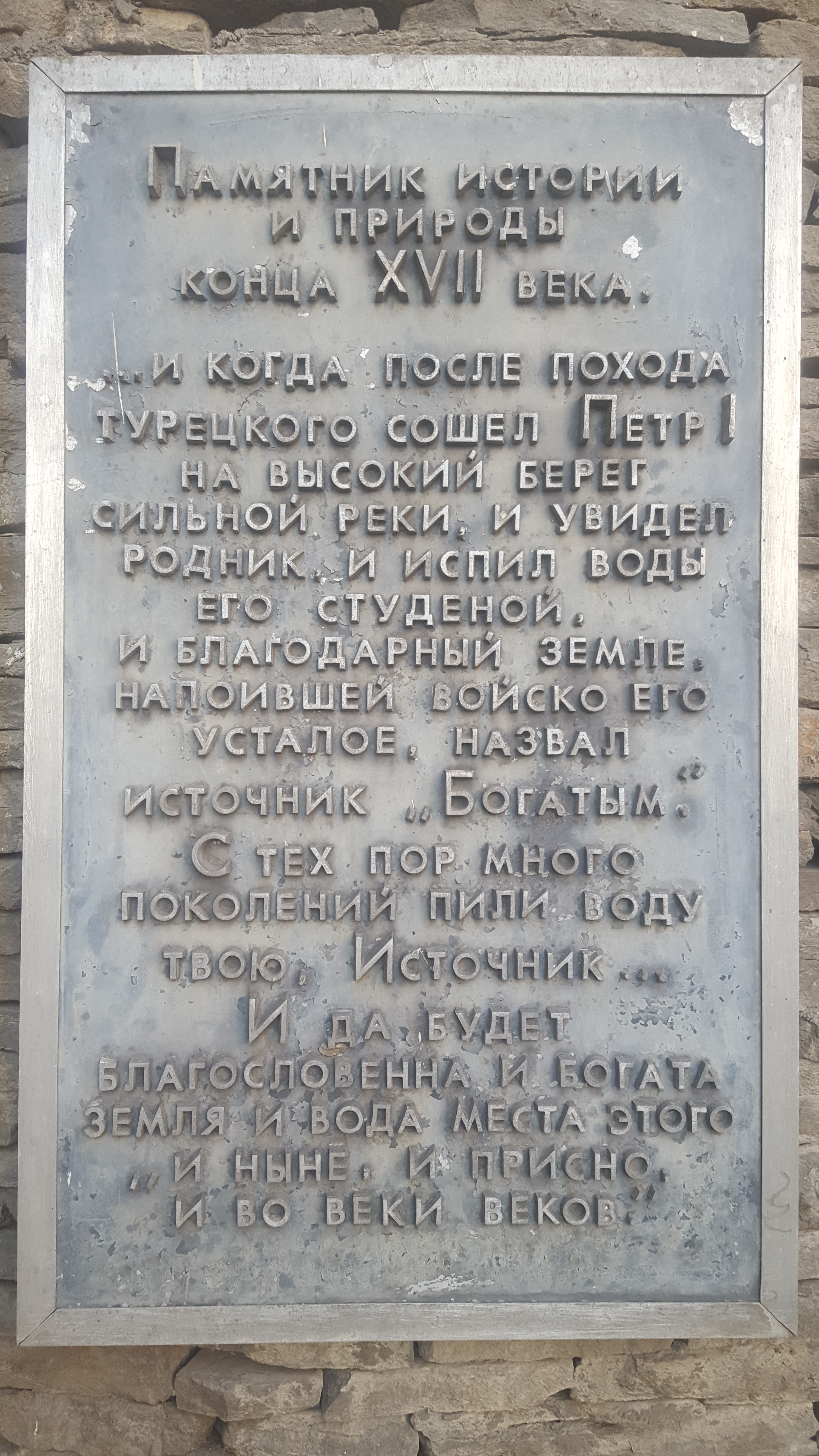
Меморіальна дошка

Згідно з переказами, молодий государ Петро Олексійович, роз'їжджаючи по околицях з генералами і казачими старшинами, спостерігав рух російських кораблів до корабельні у гирлі Темернику. Помітивши місце, де з вапнякового схилу били джерела, государ, вгамувавши спрагу з самого повноводного, вигукнув:
|  | Багата криниця! |

Це місце і отримала таку географічну назву при складанні перших російських карт земель у низов'ях Дона після взяття Азова.
Поблизу урочища Багата криниця у 1749 році була заснована Темерницька митниця, з якої починається біографія Ростова-на-Дону. Власне джерело стало орієнтиром, обраним для географічної прив'язки фортеці в ім'я Св. Дмитра Ростовського до берегу річки.
Водою Багатого криниці користувалися солдати, офіцери і жителі фортеці, а також мешканці ближньої слободи Полуденки.
У структурі фортеці джерело опинився на схилі біля артилерійської пристані; від нього проклали підземний хід в центральну частину фортеці, за якою доставлялася вода у бочках.

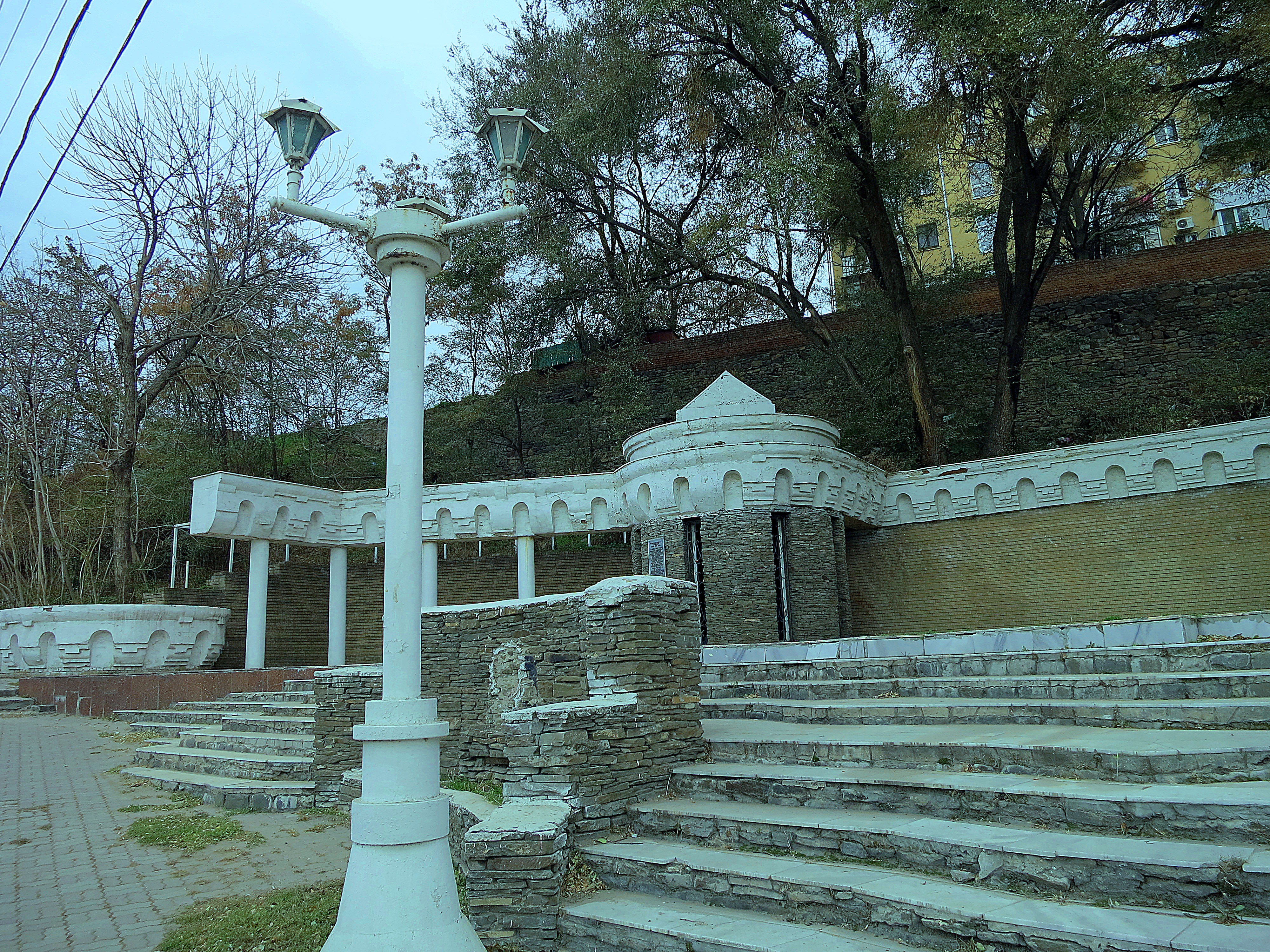
Багата криниця

Джерело, згодом названо Богатяновським джерелом, постачав водою квартали міста XIX і початку XX століть. З нього брав воду перший міський водогін, який почав свою роботу у 1860 році. З середини 1920 років воду з джерела, використовують тільки для технічних цілей.
Своїми назвами колишній Богатяновський проспект і сучасний Богатяновський узвіз також зобов'язані Багатій криниці.
У XIX столітті над одним із джерел колишнього урочища Багата криниця був споруджений каптаж з невеликою кам'яною ротондою, яка, неодноразово змінюючи вигляд, існувала до кінця 1990-х років.
У 1988 році джерело оголосили пам'ятним місцем, яке тісно пов'язане із заснуванням міста Ростов-на-Дону.
Напередодні 250-річчя Ростова ротонда і майданчик були реконструйовані і впорядковано з використанням форм промислової архітектури кінця XIX століття. Встановлено меморіальну дошку.